# 波士顿地铁橙线
波士頓地鐵橙线（英語：Orange Line）是波士顿地铁的四条“地铁”线路之一，南起波士顿牙買加平原的森林山站，北至摩頓的橡樹林站。本线经过波士顿北站，TD花园（凯尔特人队主场），波士顿公共市场，波士顿公园，唐人街，三一教堂(Trinity Church)，波士顿公共图书馆，波士顿交响大厅(Symphony Hall)，东北大学等重要地点。
本线可在市中心十字站与红线换乘，在州街站与蓝线换乘，在干草市场站和波士顿北站与绿线换乘；在后湾站和波士顿北站可换乘美铁；在后湾站、波士顿北站、森林山站、拉格斯站和摩頓巿中心站可换乘波士顿通勤铁路。在1901年至1987年期间，橙线是波士顿的第一个高架快速运输系统；最后一段高架于1987年拆除，南线部分被移至西南走廊。
橙线上的所有车站都是无障碍车站，均为高站台，所有车站都安装了直接通向站台的无障碍电梯。

## 車站列表
| 地点         | 中文站名       | 英文站名             | 启用日期       | 换乘及备注 |
| ------------ | -------------- | -------------------- | -------------- | --- |
| 摩頓         | 橡树林         | Oak Grove            | 1977年3月20日  | |
| 摩頓         | 摩頓巿中心     | Malden Center        | 1975年12月27日 | 波士顿通勤铁路： 黑弗里尔线 |
| 梅德福       | 威灵顿         | Wellington           | 1975年9月6日   | |
| 萨默维尔     | 组装厂         | Assembly             | 2014年9月2日   | |
| 查爾斯頓     | 沙利文广场     | Sullivan Square      | 1975年4月7日   | 1901年6月10日至1975年4月4日之间为高架车站 |
| 查爾斯頓     | 社区大学       | Community College    | 1975年4月7日   | 服务邦克山社区大学 |
| 北端         | 波士顿北站     | North Station        | 1975年4月7日   | 1901年6月10日至1975年4月4日之间为高架车站 波士顿轻轨绿线 波士顿通勤铁路: 菲奇堡线、洛厄尔线、黑弗里尔线及纽伯里波特/罗克波特线 美鐵：缅因州东部沿海地区号列车 TD花园位于车站旁 |
| 北端         | 干草市场       | Haymarket            | 1908年11月30日 | 波士顿轻轨绿线 车站位于波士顿公共市场（Boston Public Market）旁 |
| 波士顿市中心 | 州街           | State                | 1908年11月30日 | 波士顿地铁蓝线 |
| 波士顿市中心 | 市中心十字     | Downtown Crossing    | 1908年11月30日 | 波士顿地铁红线 穿过冬街走廊到达公园街站（Park Street）：波士顿轻轨绿线 |
| 波士顿唐人街 | 唐人街         | Chinatown            | 1908年11月30日 | 出站向西步行150米到波士顿公园 |
| 波士顿唐人街 | 塔夫茨医疗中心 | Tufts Medical Center | 1987年5月4日   | |
| 后湾         | 后湾           | Back Bay             | 1987年5月4日   | 波士顿通勤铁路: 普罗维登斯/斯托顿线、弗雷明汉/伍斯特线、富兰克林线及尼德姆线 美鐵：阿西乐特快、东北区域号及湖畔特快 出站向北步行两百米可到三一教堂和波士顿公共图书馆           |
| 南端         | 麻萨诸塞州大道 | Massachusetts Avenue | 1987年5月4日   | 出站向北步行两百米到波士顿交响大厅(Symphony Hall) |
| 罗克斯伯里   | 拉格尔斯       | Ruggles              | 1987年5月4日   | 波士顿通勤铁路: 普罗维登斯/斯托顿线、富兰克林线及尼德姆线 车站位于东北大学南侧                                                                                                 |
| 罗克斯伯里   | 罗克斯伯里十字 | Roxbury Crossing     | 1987年5月4日   | |
| 罗克斯伯里   | 杰克逊广场     | Jackson Square       | 1987年5月4日   | |
| 牙买加平原   | 石溪           | Stony Brook          | 1987年5月4日   | |
| 牙买加平原   | 绿街           | Green Street         | 1987年5月4日   | |
| 牙买加平原   | 森林山         | Forest Hills         | 1987年5月4日   | 1909年11月22日至1987年4月30日之间为高架车站 波士顿通勤铁路: 尼德姆线 |

## 車輛
橙线为標準軌重型铁路线路，使用第三軌道供電。马萨诸塞湾交通局有一个普尔曼标准重型轨道列车车队用于橙线运输，它们被称为01100系列车队。车队从50年代其开始服役，见证了橙线从主线高架线路到北延长线的变更，最终于1981年退役。由于车厢的驾驶室十分小，乘客可以站在车厢的最前端享受驾驶员的视野，因此备受铁路迷的喜爱。

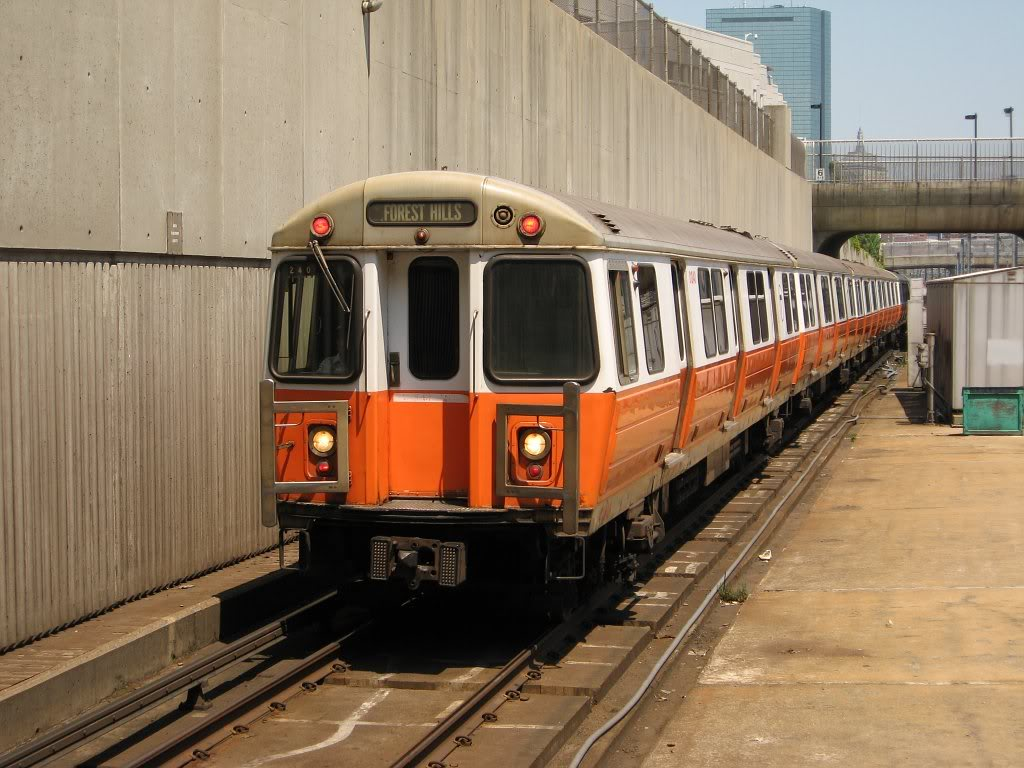
目前还在使用的橙线列车于1979年至1981年期间生产，将会服役至2023年

### 霍克尔西德利 - 庞巴迪制列车
目前服役中的车队为加拿大霍克尔西德利汽车和安大略省桑德贝龐巴迪運輸于1979年至1981年间生产。车厢长20米，宽2.8米，车厢每侧均有三对车门，参照新泽西州紐新航港局過哈德遜河捷運的PA3型列车和纽约大都會運輸署R44/R46/R62/R68型列车设计。车队共有120节车厢，编号为01200-01319，所有列车均为6节车厢连接运行。

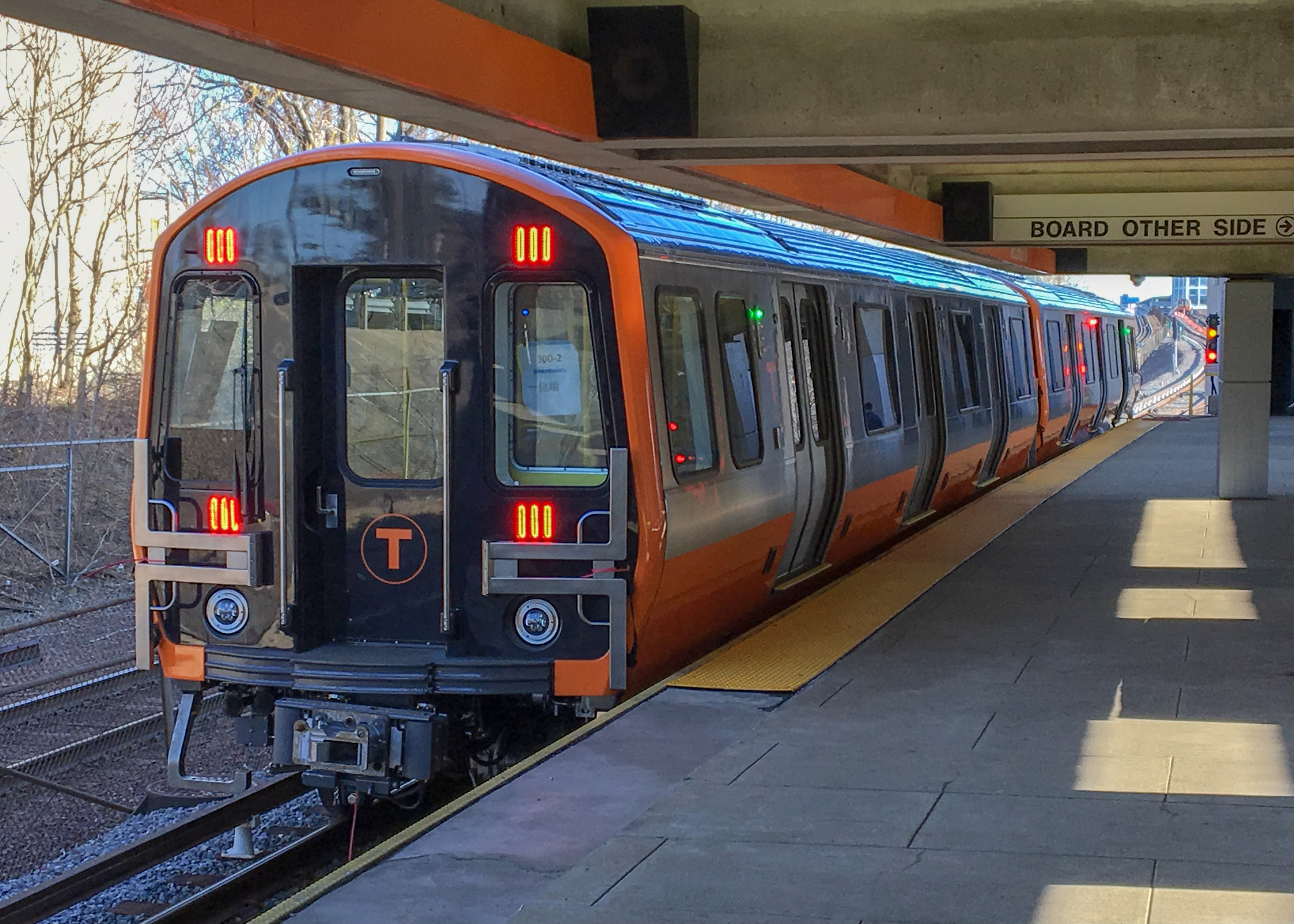
中车长客制列车

| 生产年份  | 制造商             | 型号        | 长度                | 宽度                | 编号      | 服役年份  |
| --------- | ------------------ | ----------- | ------------------- | ------------------- | --------- | --------- |
| 1979–1981 | 加拿大霍克尔西德利 | #12干线列车 | 65英尺（20米）      | 111英寸（2.82米）   | 1200–1319 | 1980–2022 |
| 2018–2020 | 中国中车           | #14橙线列车 | 65英尺（20,000 mm） | 111英寸（2,820 mm） | 1400–1551 | 2019–至今 |

### 中车长客制列车 - DKZ90 型

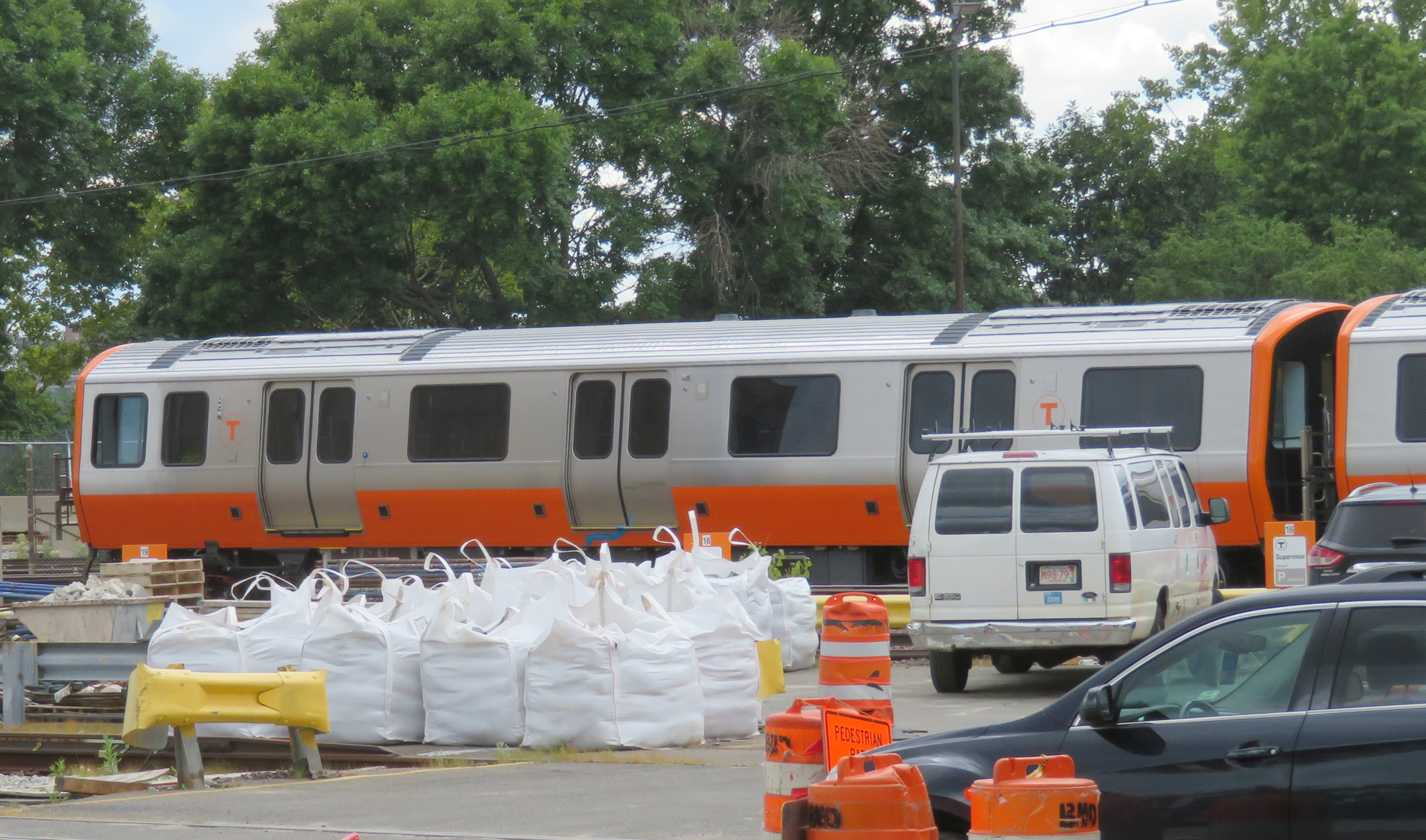
2018年首列新車進行測試

2008年末，馬薩諸塞州交通局開始對新的紅線與橙線列車進行規劃，当时計劃購入146列橙線列車（取代整個車隊）以及74列紅線列車，用于取代舊1500及1600型列車。2013年10月，交通局宣佈訂購13億美元的紅線和橙線地鐵新车，在取代旧车的同时加密运营班次。
2014年10月22日，交通局批出5.666億美元合約予北車（該年稍後併入中車），以建造152节新车车厢供橙線使用，以及132节新车车厢供紅線使用；两种新车均以两节车厢为一列，可进行两列或三列的重联运营，其中橙线客车的制造商型号为 DKZ90（由 DK299 和 DK300 两种车厢组成）。
中车在马萨诸塞州斯普林菲尔德前新英格兰西屋公司地址上设立生产基地，用于制造新的列车（另有13亿美元将用于测试、信号更新和维修设施扩张等方面），其中橙线列车预计2018年开始交付，2023年全部交付完成。在屢次因列車控制系統延誤後，首列上線營運的新列車在2019年8月14日開始運行。橙線的訊號系統的更換預計在2022年完成，紅線和橙線的總花費為2.18億美元。
等待新車期間，舊車的服務由於維修問題一直惡化。2011年繁忙時段的列車在17列（102節）下降至16列（96節），同年每日乘客量突破了20萬人次。運行時間的增加導致2011年班次由5分鐘下降至2016年的6分鐘，新增列車则容許班次提升至4~5分鐘/班。
不过新車在8月投入服務後就出现了一系列問題。2019年11月，在威靈頓車廠進行初步測試的列車脫軌，6節車廂的最後一節在通過道岔時越過軌道，但沒有嚴重損毀。稍早時，列車運行期間車門曾經無端打開，首兩列新车也因此暫停營運，2019年12月初車輛也因乘客過多以及發出異常聲音遭到召回，2020年1月首班列車恢復上線。